# Flamarens
Flamarens (Flamarens en gascon) est une commune française située dans le nord-est du département du Gers, en région Occitanie. Sur le plan historique et culturel, la commune est dans la Lomagne, une ancienne circonscription de la province de Gascogne ayant titre de vicomté.
Exposée à un climat océanique altéré, elle est drainée par le ruisseau du Métau et par divers autres petits cours d'eau.
Flamarens est une commune rurale qui compte 136 habitants en 2022, après avoir connu un pic de population de 547 habitants en 1831.  Ses habitants sont appelés les Flamalingois ou  Flamalingoises.
Le patrimoine architectural de la commune comprend deux  immeubles protégés au titre des monuments historiques : le château, classé en 1965, et l'église Saint-Saturnin, inscrite en 1993.

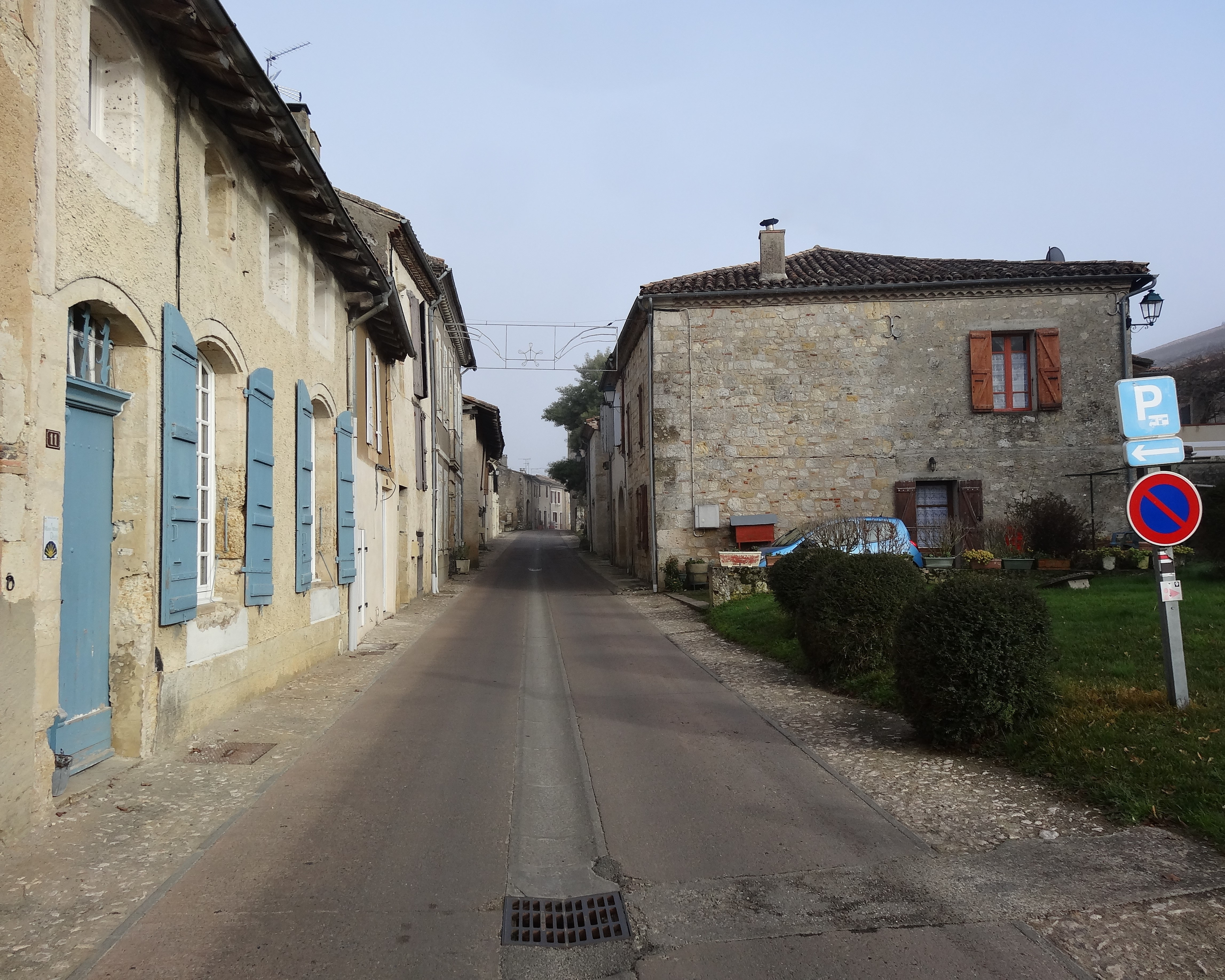
La rue principale.

## Géographie

### Localisation
Flamarens est une commune de Gascogne située sur l'ancienne route nationale 653 entre Valence et Fleurance, dans la Lomagne. Elle est limitrophe du département de Tarn-et-Garonne.

### Communes limitrophes
Les communes limitrophes sont  Mansonville, Miradoux, Peyrecave, Saint-Antoine et Sistels.
|          | Sistels (Tarn-et-Garonne) | Saint-Antoine                 |
| Miradoux | Flamarens                 | Mansonville (Tarn-et-Garonne) |
|          | Peyrecave                 |                               |

### Géologie et relief
La Lomagne se divise en deux : la Lomagne dite calcaire et la Lomagne de terre. Flamarens se situe dans cette dernière. Cette région du Gers est caractérisée par une agriculture d'une haute technicité : blé et maïs, mais aussi melon, ail, graines de semences, représentant l'activité essentielle d'une population clairsemée. Les élevages de basse-cour jouent aussi un grand rôle.
Flamarens se situe en zone de sismicité 1 (sismicité très faible).

### Hydrographie

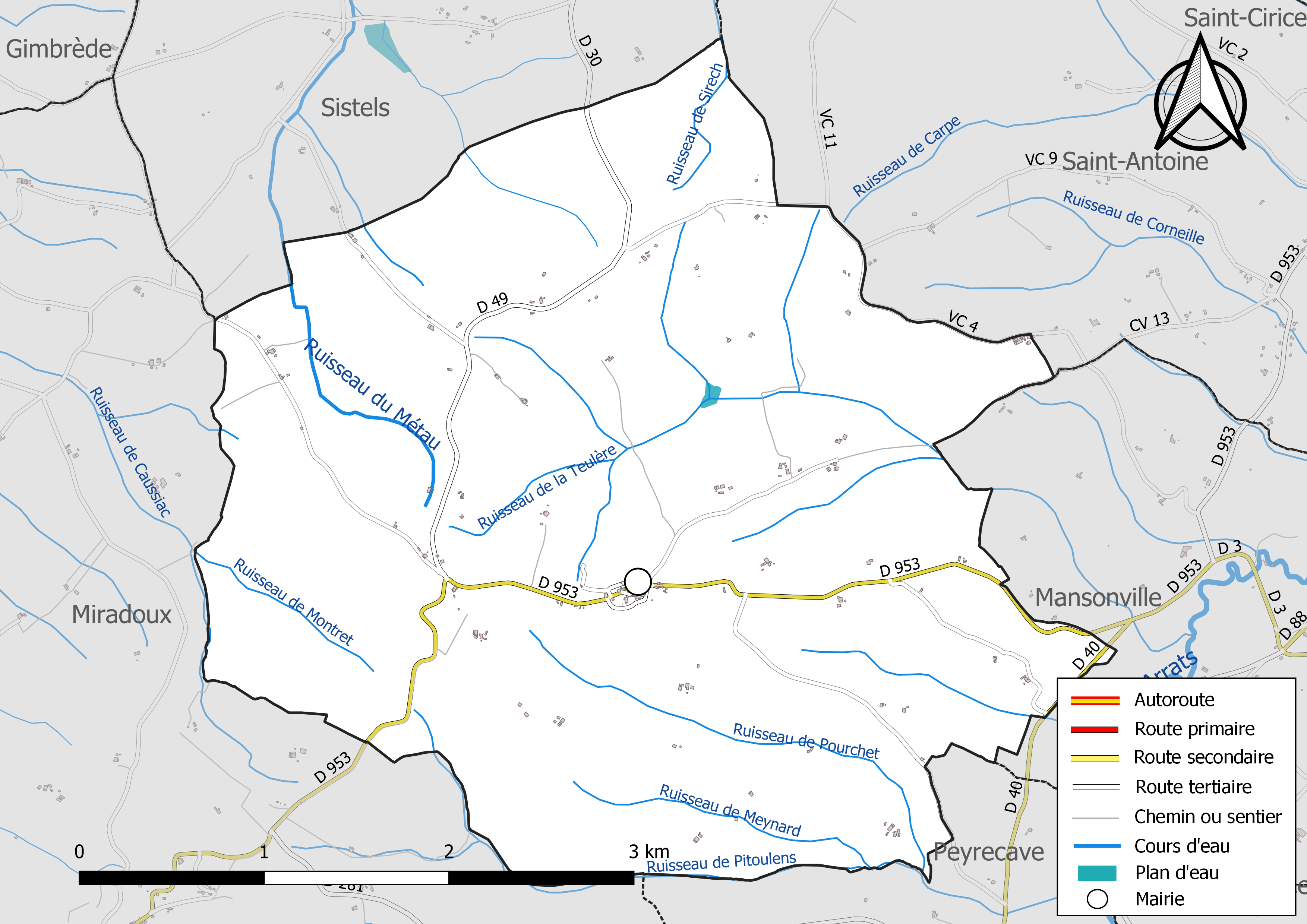
Réseaux hydrographique et routier de Flamarens.

La commune est dans le bassin de la Garonne, au sein du bassin hydrographique Adour-Garonne. Elle est drainée par le ruisseau du Métau, le ruisseau de Caussiac, le ruisseau de la Teulère, le ruisseau de Meynard, le ruisseau de Montret, le ruisseau de Pitoulens, le ruisseau de Pourchet, le ruisseau de Sirech et par divers petits cours d'eau, qui constituent un réseau hydrographique de 20 km de longueur totale,.
Le ruisseau du Métau, d'une longueur totale de 11 km, prend sa source dans la commune et s'écoule vers le nord. Il traverse la commune et se jette dans la rivière de l'Auroue à Dunes, après avoir traversé 3 communes.

### Climat
Pour des articles plus généraux, voir Climat de l'Occitanie et Climat du Gers.
En 2010, le climat de la commune est de type climat du Bassin du Sud-Ouest, selon une étude s'appuyant sur une série de données couvrant la période 1971-2000. En 2020, Météo-France publie une typologie des climats de la France métropolitaine dans laquelle la commune est exposée à un climat océanique altéré et est dans la région climatique Aquitaine, Gascogne, caractérisée par une pluviométrie abondante au printemps, modérée en automne, un faible ensoleillement au printemps, un été chaud (19,5 °C), des vents faibles, des brouillards fréquents en automne et en hiver et des orages fréquents en été (15 à 20 jours).
Pour la période 1971-2000, la température annuelle moyenne est de 13,3 °C, avec une amplitude thermique annuelle de 15,7 °C. Le cumul annuel moyen de précipitations est de 757 mm, avec 10,5 jours de précipitations en janvier et 6,2 jours en juillet. Pour la période 1991-2020, la température moyenne annuelle observée sur la station météorologique la plus proche, située sur la commune de Mauroux à 12 km à vol d'oiseau, est de 14,0 °C et le cumul annuel moyen de précipitations est de 677,6 mm,. Pour l'avenir, les paramètres climatiques de la commune estimés pour 2050 selon différents scénarios d'émission de gaz à effet de serre sont consultables sur un site dédié publié par Météo-France en novembre 2022.

### Milieux naturels et biodiversité
Aucun espace naturel présentant un intérêt patrimonial n'est recensé sur la commune dans l'inventaire national du patrimoine naturel,,.

## Urbanisme

### Typologie
Au 1er janvier 2024, Flamarens est catégorisée commune rurale à habitat très dispersé, selon la nouvelle grille communale de densité à sept niveaux définie par l'Insee en 2022.
Elle est située hors unité urbaine et hors attraction des villes,.

### Occupation des sols
L'occupation des sols de la commune, telle qu'elle ressort de la base de données européenne d’occupation biophysique des sols Corine Land Cover (CLC), est marquée par l'importance des territoires agricoles (91 % en 2018), en diminution par rapport à 1990 (91,9 %). La répartition détaillée en 2018 est la suivante : 
terres arables (81,6 %), zones agricoles hétérogènes (9,5 %), forêts (9 %). L'évolution de l’occupation des sols de la commune et de ses infrastructures peut être observée sur les différentes représentations cartographiques du territoire : la carte de Cassini (XVIIIe siècle), la carte d'état-major (1820-1866) et les cartes ou photos aériennes de l'IGN pour la période actuelle (1950 à aujourd'hui).

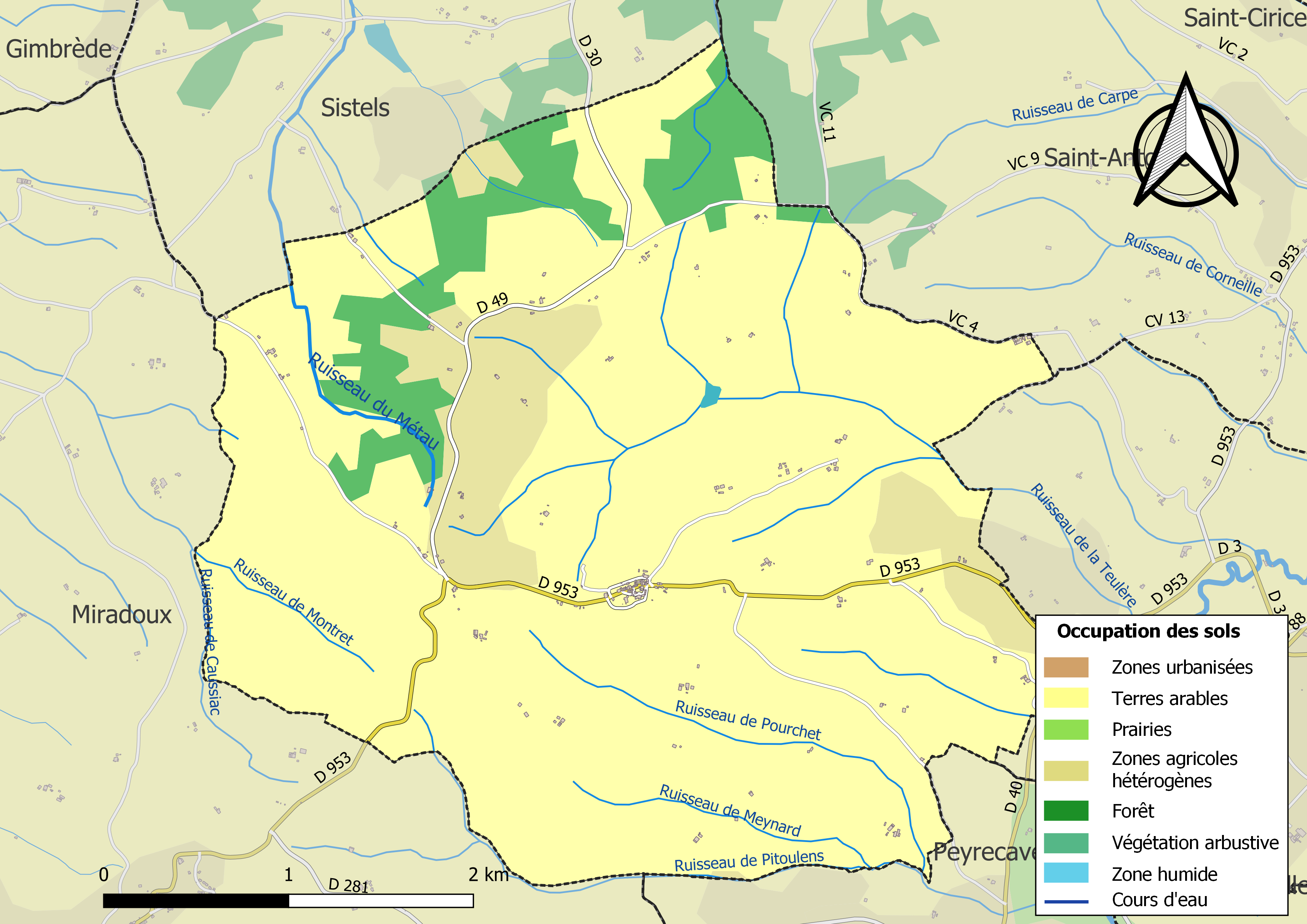
Carte des infrastructures et de l'occupation des sols de la commune en 2018 (CLC).

### Voies de communication et transports

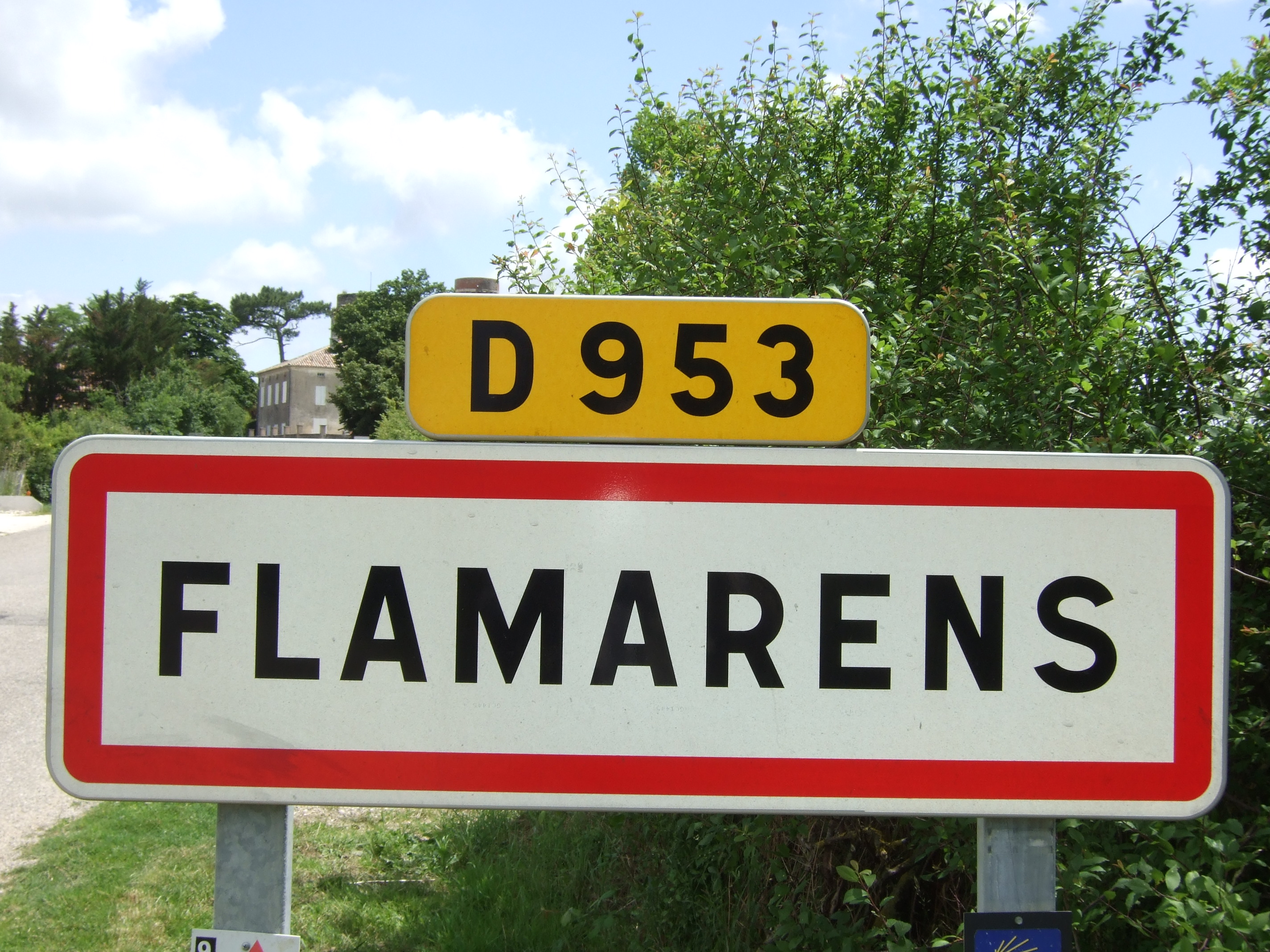
Entrée sur la D953.

### Risques majeurs
Le territoire de la commune de Flamarens est vulnérable à différents aléas naturels : météorologiques (tempête, orage, neige, grand froid, canicule ou sécheresse), inondations et séisme (sismicité très faible). Un site publié par le BRGM permet d'évaluer simplement et rapidement les risques d'un bien localisé soit par son adresse soit par le numéro de sa parcelle.
Certaines parties du territoire communal sont susceptibles d’être affectées par le risque d’inondation par débordement de cours d'eau, notamment le ruisseau du Métau. La cartographie des zones inondables en ex-Midi-Pyrénées réalisée dans le cadre du XIe Contrat de plan État-région, visant à informer les citoyens et les décideurs sur le risque d’inondation, est accessible sur le site de la DREAL Occitanie. La commune a été reconnue en état de catastrophe naturelle au titre des dommages causés par les inondations et coulées de boue survenues en 1988, 1999 et 2009,.

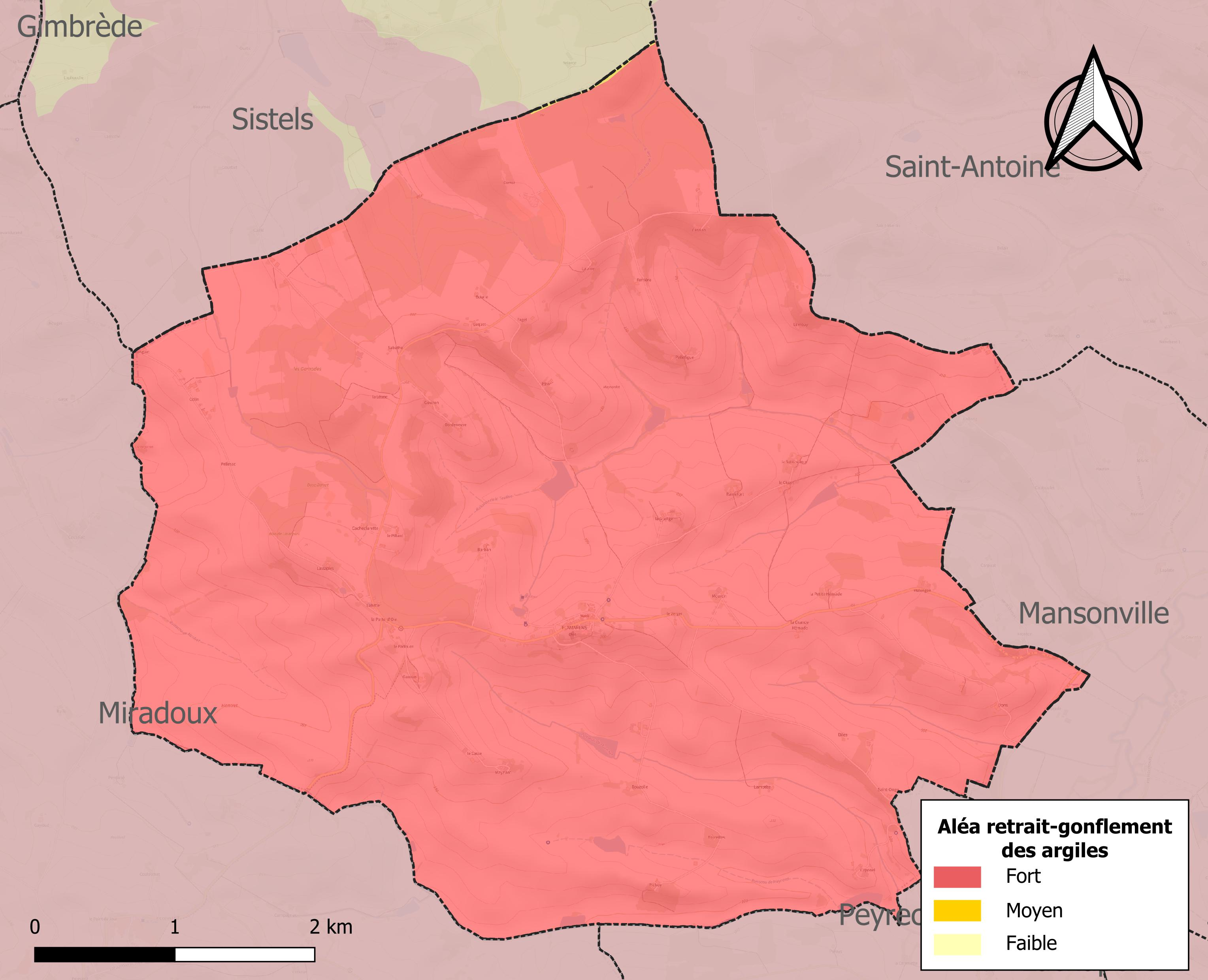
Carte des zones d'aléa retrait-gonflement des sols argileux de Flamarens.

Le retrait-gonflement des sols argileux est susceptible d'engendrer des dommages importants aux bâtiments en cas d’alternance de périodes de sécheresse et de pluie. La totalité de la commune est en aléa moyen ou fort (94,5 % au niveau départemental et 48,5 % au niveau national). Sur les 101 bâtiments dénombrés sur la commune en 2019, 101 sont en aléa moyen ou fort, soit 100 %, à comparer aux 93 % au niveau départemental et 54 % au niveau national. Une cartographie de l'exposition du territoire national au retrait gonflement des sols argileux est disponible sur le site du BRGM,.
Par ailleurs, afin de mieux appréhender le risque d’affaissement de terrain, l'inventaire national des cavités souterraines permet de localiser celles situées sur la commune.
Concernant les mouvements de terrains, la commune a été reconnue en état de catastrophe naturelle au titre des dommages causés par la sécheresse en 1989, 1993, 2003, 2011 et 2016 et par des mouvements de terrain en 1999.

## Toponymie
Selon une légende locale, le village se serait appelé autrefois Arens mais à la suite d'un violent incendie les habitants auraient associé la notion de flamme à l'ancien vocable qui serait ainsi devenu Flam-arens.
Quand Flamarens ne se nommait point encore
Et quand pourtant sur ce coteau
Veillait sur la vallée un village
Un terrible incendie resté dans les mémoires
Ne laissa debout que de rares chicots
En réalité, le nom du village n'est attesté que sous les formes anciennes :  de Flamalingis en 1097, Flamarenxs en 1289.
La finale -ens (parfois -eins cf. Tonneins) est fréquente dans la toponymie du sud ouest, moins ailleurs dans le sud. Elle remonte généralement au germanique -ing(en), suffixe marquant la présence et la propriété. Il a été romanisé en -ingos.
Albert Dauzat et Charles Rostaing expliquent le premier élément par les noms de personnes germaniques *Fladmal conjecturel, basé sur le thème Flad- commun dans l'anthroponymie germanique, ou alors Flatamar que l'on retrouverait dans le nom de lieu burgonde Flammerans (Côte-d'Or, Flamerens 1139).
Ernest Nègre leur préfère le nom de personne germanique Filemar(us).
Le gentilé des habitants les Flamalingois est basé sur la forme la plus ancienne Flamalingis.

## Histoire
Les vicomtes de Lomagne, les Durfort, les Galard, puis les Grossoles possédèrent cette seigneurie.
En 1466 Jean de Grossolles, nouveau propriétaire, possède environ 8 000 hectares de terre dont 2 000 sont cultivés. Il décide en 1469
de construire un château neuf, sur l'emplacement d'un castrum, attesté en 1289, et convoque pour cela un maçon limousin du nom de Jean de Cazanove qui établit un bail à ouvrages.
Il s’engage à construire, en deux ans, un corps de logis de deux pièces et un donjon (aujourd’hui la tour d’escalier), moyennant 241 écus d’or, 50 mesures de blé, 21 pipes de vin rouge, bon, pur, naturel et marchand, 3 pipes de piquette, 5 vaches convenables, 7 porcs âgés de 2 à 4 ans, des paires de poules, de canards et d’oies, des douzaines d’œufs (payable par deux fois à la Saint Barthélemy et le ravitaillement au fur et à mesure des besoins).
En 1535, le fils de Jean de Grossolles, Barnard, va agrandir le château. C’est Georges Dauzière, lui aussi maçon limousin, qui sera chargé des travaux.
Sur les deux pièces restantes du château du XIIIe, il surélève les murs sur trois niveaux et rajoute une énorme tour de 12 mètres de diamètre.
À la suite de cette construction, il va aussi agrandir l’église, consacrée en 1545 (suppression du mur entre la petite tour salle du XIIIe et l’ancienne église).
La Maison de Grossoles, dont les seigneurs de Flamarens sont une branche, est une des plus considérables et des plus distinguées dans la province de Guyenne, où elle a possédé des emplois et des dignités très honorables, ecclésiastiques et militaires, et pris des alliances avec les maisons les plus illustres du royaume.
Parmi cette lignée célèbre, certains personnages ont marqué leur temps :
- Jean de Grossoles, le premier occupant du château de Flamarens, est celui qui y entreprend la construction du château en 1466.
- Un siècle plus tard, en 1545, Herrard de Grossoles, élu évêque de Condom en 1521, est à l’origine de la construction de l’église de Flamarens. Qualifié de grand bâtisseur, c’est à lui que l’on doit l’achèvement des travaux de la cathédrale de Condom ainsi que la réalisation du cloître, sans compter de nombreuses chapelles dans son diocèse.
- On remarque, en 1560, Renaud de Grossoles, sénéchal des pays de Marsan, puis sénéchal des Tursan et de Gavaudan, gouverneur de Mont-de-Marsan et chevalier de l’ordre du Roi. Le roi Henri III lui écrira plusieurs lettres en citant cette distinction.
- En  1609, un autre Jean de Grossoles épouse Françoise d’Albret, cousine d’Henri IV.
À la suite de cette alliance, la branche des Flamarens est rattachée à la branche des Bourbons et les Grossoles de Flamarens sont autorisés à porter «  écartelées, dans leur blason, les armes de France.
- En 1641, Antoine Agesilias de Grossoles est célèbre pour avoir été l’amant de mademoiselle de Montpensier.
- Quelques années plus tard, François Gaston de Grossoles, quant à lui, doit sa renommée à son exil en Espagne pour cause de duel.
Cette grande famille disparaît en 1878 avec la mort de Jules Alexandre, comte de Flamarens, conseiller général et sénateur du Gers sous Napoléon III. Sans postérité, la maison de Grossoles s’éteint après avoir fourni une brillante lignée de 15 seigneurs-marquis de Flamarens.

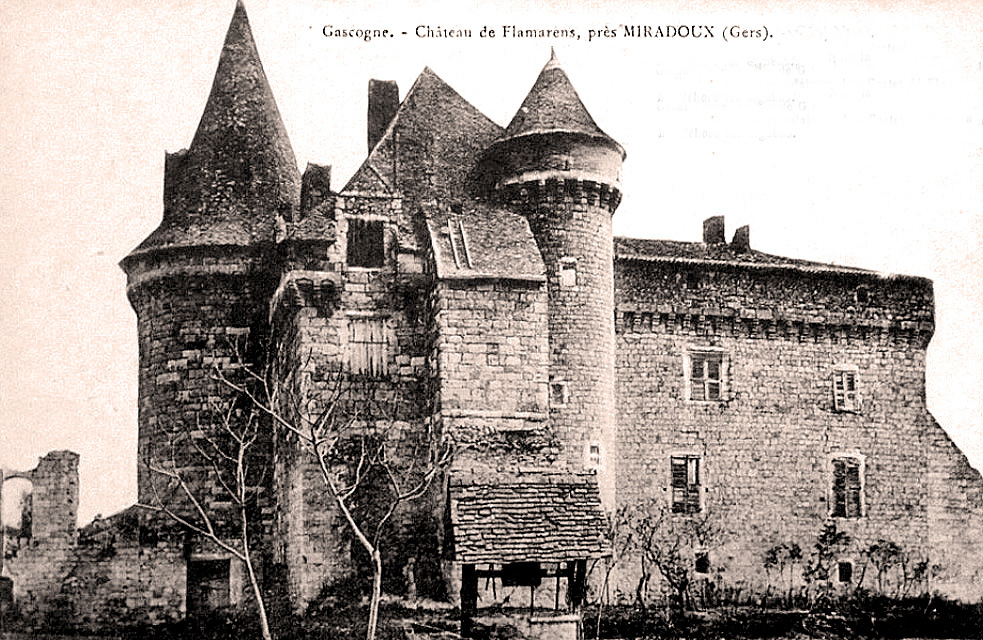
Le château au début du XXe s.

Le château est vendu en 1882 et devient alors la propriété de la famille Galard-Magnas jusqu’en 1963.
Cette famille va l’habiter jusqu’en 1920-1930, puis l’abandonner car les toitures sont en trop mauvais état (faute de moyens pour faire les réparations nécessaires). Ils essaieront de le vendre en 1928, et voudront même le donner à l’État en 1939.
C’est probablement au XVIIe siècle que le château est à son apogée, on disait d’ailleurs en gascon Lo castèt de Flamarens, bèt dehore, bèt deguèns (le château de Flamarens beau dehors comme dedans). Il était alors la résidence préférée de la marquise Marie-Françoise de Flamarens, parente de Madame de Sévigné.
En juin 1943, un incendie dû à la foudre brûle la plus grande partie des toitures. Dans les années 1960, le château est alors vendu en pièces détachées (cheminées en marbre, carrelage, parquet, poutres, etc.).
En 1963, M. Coustaing, dentiste à Paris, va le racheter et faire des travaux de sauvegarde : réfection de la moitié de la toiture de la partie XVe, réfection des trois fenêtres de la grosse tour avec leurs meneaux (1970).
En 1983, il est racheté par une SCI familiale, la famille Gadel, et une nouvelle campagne de restauration commence

### Exactions durant l'occupation allemande (1944)

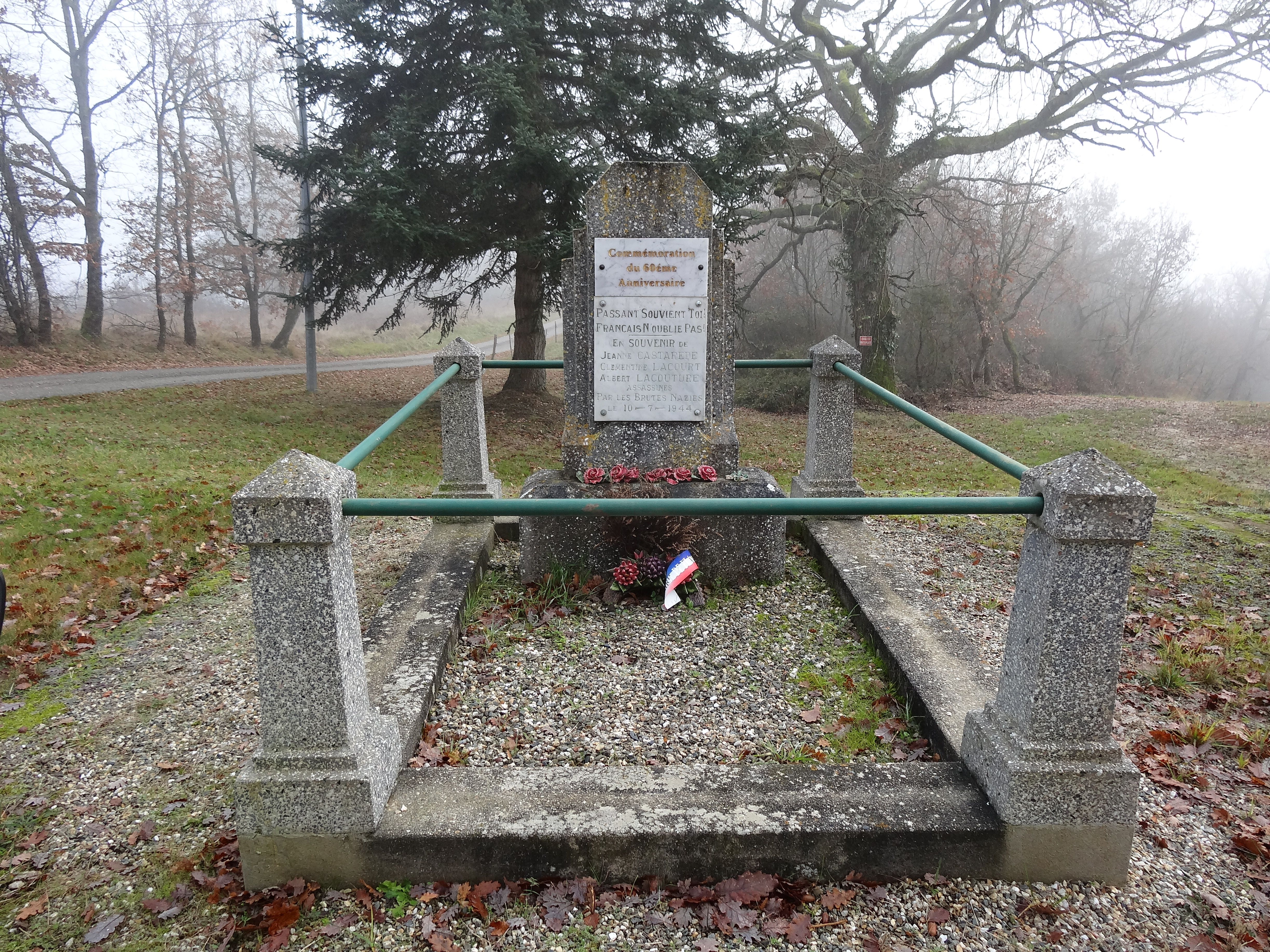
Stèle au nord du village rappelant les assassinats.

Durant la Seconde Guerre mondiale, les habitants du village sont victimes des exactions des troupes d'occupation allemande, comme ceux de Dunes dans le département voisin du Tarn-et-Garonne où 11 hommes sont pendus. « C'est généralement à tort que l'on attribue à des troupes SS ces exactions qui ont été le plus souvent données par le haut commandement allemand à la Wehrmacht » confirme l'érudit gersois Guy Labedan.

## Politique et administration

### Liste des maires

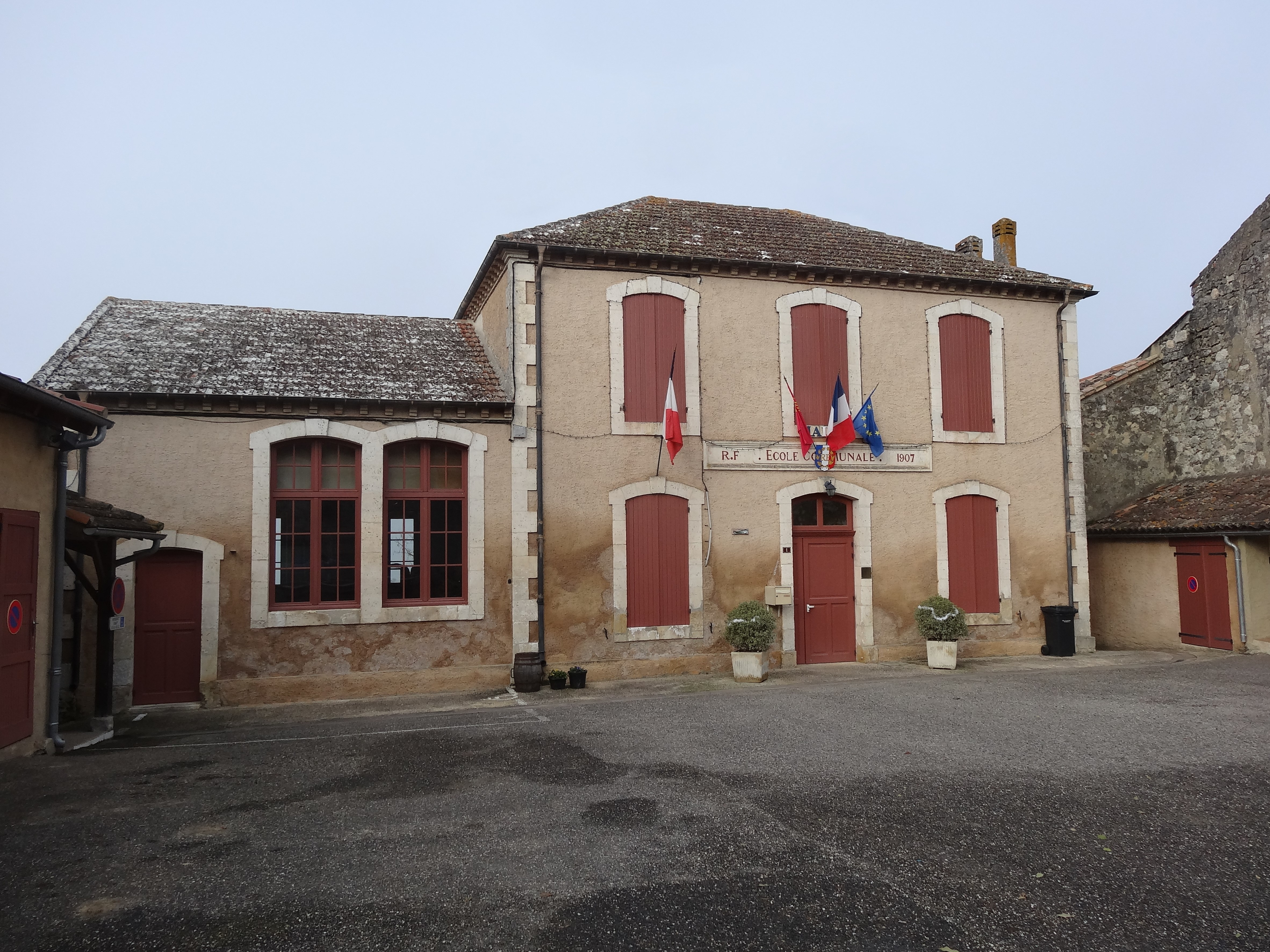
La mairie.

| Période                                  | Période  | Identité           | Étiquette | Qualité                                        |
| ---------------------------------------- | -------- | ------------------ | --------- | ---------------------------------------------- |
| octobre 1947                             | 2001     | Yvan Ducom         | PCF       |                                                |
| mars 2001                                | mai 2020 | Xavier Ballenghien | DVD       | Exploitant agricole - Conseiller départemental |
| mai 2020                                 | En cours | Dominique Blanc    |           |                                                |
| Les données manquantes sont à compléter. |          |                    |           |                                                |

## Population et société

### Démographie
L'évolution du nombre d'habitants est connue à travers les recensements de la population effectués dans la commune depuis 1793. Pour les communes de moins de 10 000 habitants, une enquête de recensement portant sur toute la population est réalisée tous les cinq ans, les populations de référence des années intermédiaires étant quant à elles estimées par interpolation ou extrapolation. Pour la commune, le premier recensement exhaustif entrant dans le cadre du nouveau dispositif a été réalisé en 2006.

En 2022, la commune comptait 136 habitants, en évolution de −5,56 % par rapport à 2016 (Gers : +1,04 %, France hors Mayotte : +2,11 %).
| 1793 | 1800 | 1806 | 1821 | 1831 | 1841 | 1846 | 1851 | 1856 |
| ---- | ---- | ---- | ---- | ---- | ---- | ---- | ---- | ---- |
| 515  | 509  | 536  | 535  | 547  | 538  | 516  | 482  | 480  |

| 1861 | 1866 | 1872 | 1876 | 1881 | 1886 | 1891 | 1896 | 1901 |
| ---- | ---- | ---- | ---- | ---- | ---- | ---- | ---- | ---- |
| 454  | 473  | 465  | 467  | 449  | 406  | 394  | 368  | 347  |

| 1906 | 1911 | 1921 | 1926 | 1931 | 1936 | 1946 | 1954 | 1962 |
| ---- | ---- | ---- | ---- | ---- | ---- | ---- | ---- | ---- |
| 404  | 325  | 276  | 296  | 295  | 301  | 264  | 278  | 227  |

| 1968 | 1975 | 1982 | 1990 | 1999 | 2006 | 2011 | 2016 | 2021 |
| ---- | ---- | ---- | ---- | ---- | ---- | ---- | ---- | ---- |
| 189  | 164  | 168  | 145  | 146  | 115  | 125  | 144  | 143  |

| 2022 | - | - | - | - | - | - | - | - |
| ---- | - | - | - | - | - | - | - | - |
| 136  | - | - | - | - | - | - | - | - |

### Manifestations culturelles et festivités

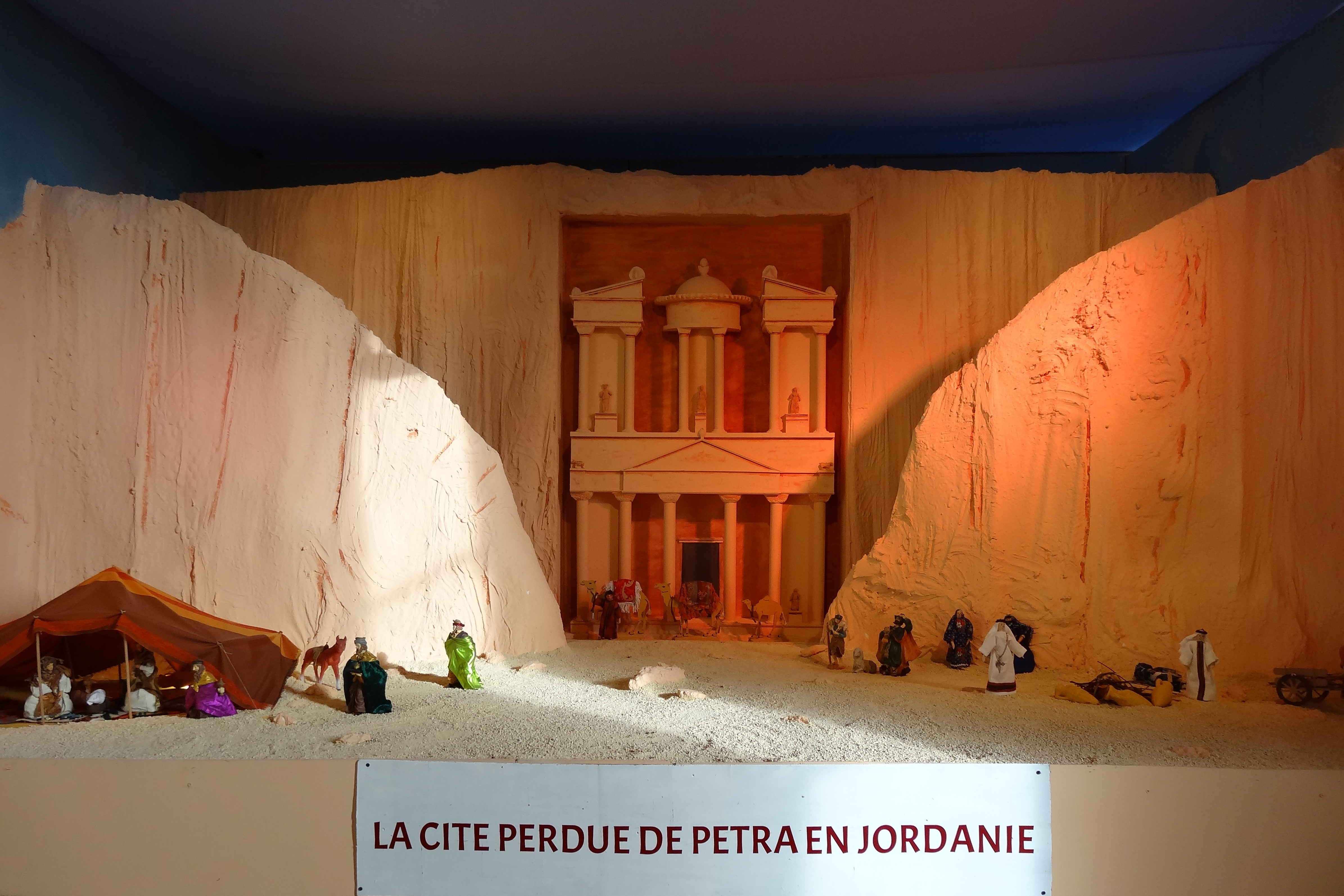
La crèche de Flamarens en décembre 2021.

Flamarens fait partie des huit communes qui participent à la Ronde des Crèches, une manifestation hivernale où chaque village expose une crèche d'après un thème commun qui diffère chaque année.
Début août, un festival de chansons françaises organisé par l'association Art Terre 32 se déroule sur trois jours dans la cour du château.

### Cultes
Flamarens se situe sur la via Podiensis du Pèlerinage de Saint-Jacques-de-Compostelle.
L'étape précédente de ce pèlerinage est la commune de Saint-Antoine-sur-l'Arrats, la suivante étant Miradoux, ancienne bastide.

## Économie

### Revenus
En 2018  (données Insee publiées en septembre 2021), la commune compte 64 ménages fiscaux, regroupant 140 personnes. La médiane du revenu disponible par unité de consommation est de 21 510 € (20 820 € dans le département).

### Emploi
|                | 2008  | 2013   | 2018  |
| -------------- | ----- | ------ | ----- |
| Commune        | 4,8 % | 11,6 % | 6,8 % |
| Département    | 6,1 % | 7,5 %  | 8,2 % |
| France entière | 8,3 % | 10 %   | 10 %  |

En 2018, la population âgée de 15 à 64 ans s'élève à 79 personnes, parmi lesquelles on compte 81,1 % d'actifs (74,3 % ayant un emploi et 6,8 % de chômeurs) et 18,9 % d'inactifs,. Depuis 2008, le taux de chômage communal (au sens du recensement) des 15-64 ans est inférieur à celui de la France et du département.
La commune est hors attraction des villes,. Elle compte 18 emplois en 2018, contre 25 en 2013 et 25 en 2008. Le nombre d'actifs ayant un emploi résidant dans la commune est de 60, soit un indicateur de concentration d'emploi de 29,9 % et un taux d'activité parmi les 15 ans ou plus de 50,4 %.
Sur ces 60 actifs de 15 ans ou plus ayant un emploi, 15 travaillent dans la commune, soit 25 % des habitants. Pour se rendre au travail, 89,3 % des habitants utilisent un véhicule personnel ou de fonction à quatre roues, 8,9 % s'y rendent en deux-roues, à vélo ou à pied et 1,8 % n'ont pas besoin de transport (travail au domicile).

### Activités hors agriculture
11 établissements sont implantés  à Flamarens au 31 décembre 2019.
Le secteur des activités spécialisées, scientifiques et techniques et des activités de services administratifs et de soutien est prépondérant sur la commune puisqu'il représente 27,3 % du nombre total d'établissements de la commune (3 sur les 11 entreprises implantées  à Flamarens), contre 14,4 % au niveau départemental.

### Agriculture
La commune est dans la Lomagne, une petite région agricole occupant le nord-est du département du Gers. En 2020, l'orientation technico-économique de l'agriculture  sur la commune est l'exploitation de grandes cultures (hors céréales et oléoprotéagineuses).
|               | 1988 | 2000 | 2010 | 2020 |
| ------------- | ---- | ---- | ---- | ---- |
| Exploitations | 26   | 21   | 17   | 12   |
| SAU (ha)      | 984  | 883  | 813  | 839  |

Le nombre d'exploitations agricoles en activité et ayant leur siège dans la commune est passé de 26 lors du recensement agricole de 1988  à 21 en 2000 puis à 17 en 2010 et enfin à 12 en 2020, soit une baisse de 54 % en 32 ans. Le même mouvement est observé à l'échelle du département qui a perdu pendant cette période 51 % de ses exploitations,. La surface agricole utilisée sur la commune a également diminué, passant de 984 ha en 1988 à 839 ha en 2020. Parallèlement la surface agricole utilisée moyenne par exploitation a augmenté, passant de 38 à 70 ha.

## Culture locale et patrimoine

### Lieux et monuments

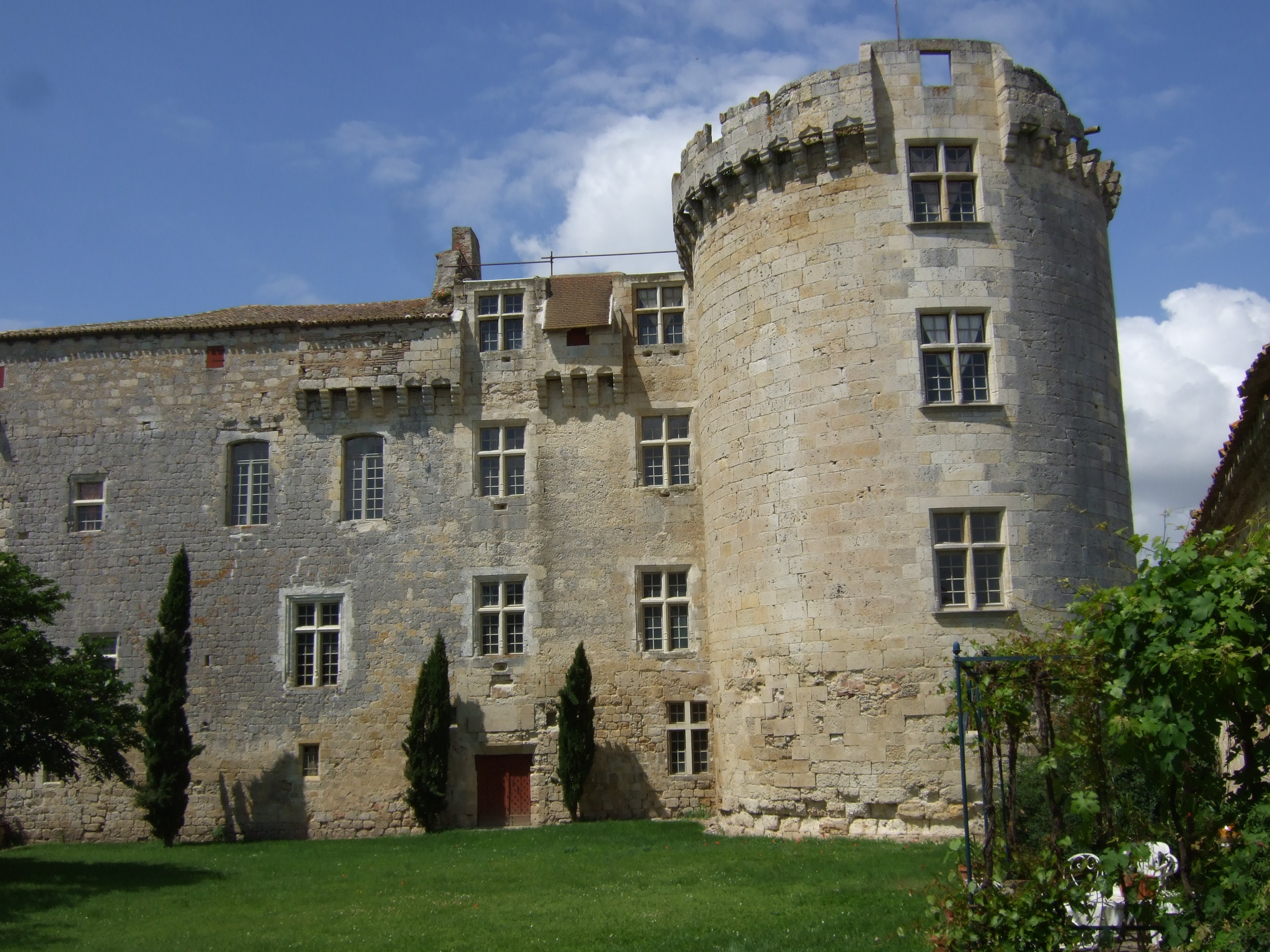
Le château en 2013.

- Le château de Flamarens est une de ces gentilhommières gasconnes avec fenêtres et mâchicoulis, à la charnière du fortin passé, et de la résidence nouvelle, logis carré aux deux tours rondes. On disait alors : Lo castèt de Flamarens, bèt dehore, bèt deguéns (le château de Flamarens, beau dehors comme dedans). Un castrum est mentionné sur le site en 1289. Une partie du château date de la fin du XIIIe siècle. Un bail de construction est daté de 1469.

Il se dégrada et en 1851 le poète agenais Jasmin traduisait cela par : poulit deforo, led dedéns (beau dehors, laid dedans). 
 Les Grossoles furent propriétaire du site jusqu'en 1882. Il est alors acheté par la famille Galard-Magnas qui le possède jusqu'en 1963 mais l'abandonne dans les années 1920 faute de moyens pour l'entretenir. Puis le château fut laissé à l'abandon. Un incendie provoqué par la foudre, en juin 1943, faillit l'achever. Le château est racheté en 1963 par M. Coustaing qui le restaure partiellement. Sa restauration a commencé en 1983 par la famille Gadel qui l'a acheté. Le château a été classé au titre des monuments historiques en 1965,,. Il est visitable du 1er juillet au 31 août tous les jours sauf les mardi.
- L'église Saint-Saturnin de Flamarens du XVIe siècle, a longtemps été menacée d'effondrement. Elle est désormais sauvée de la ruine grâce à un important chantier de restauration de ses maçonneries et sa couverture, mené de 2017 à 2019. Elle possède un clocher-mur pointu à deux arcades et une tourelle ronde d'escalier[44],[45]. L'édifice est inscrit à l'inventaire des monuments historiques depuis 1993[45].

L'église Saint-Saturnin
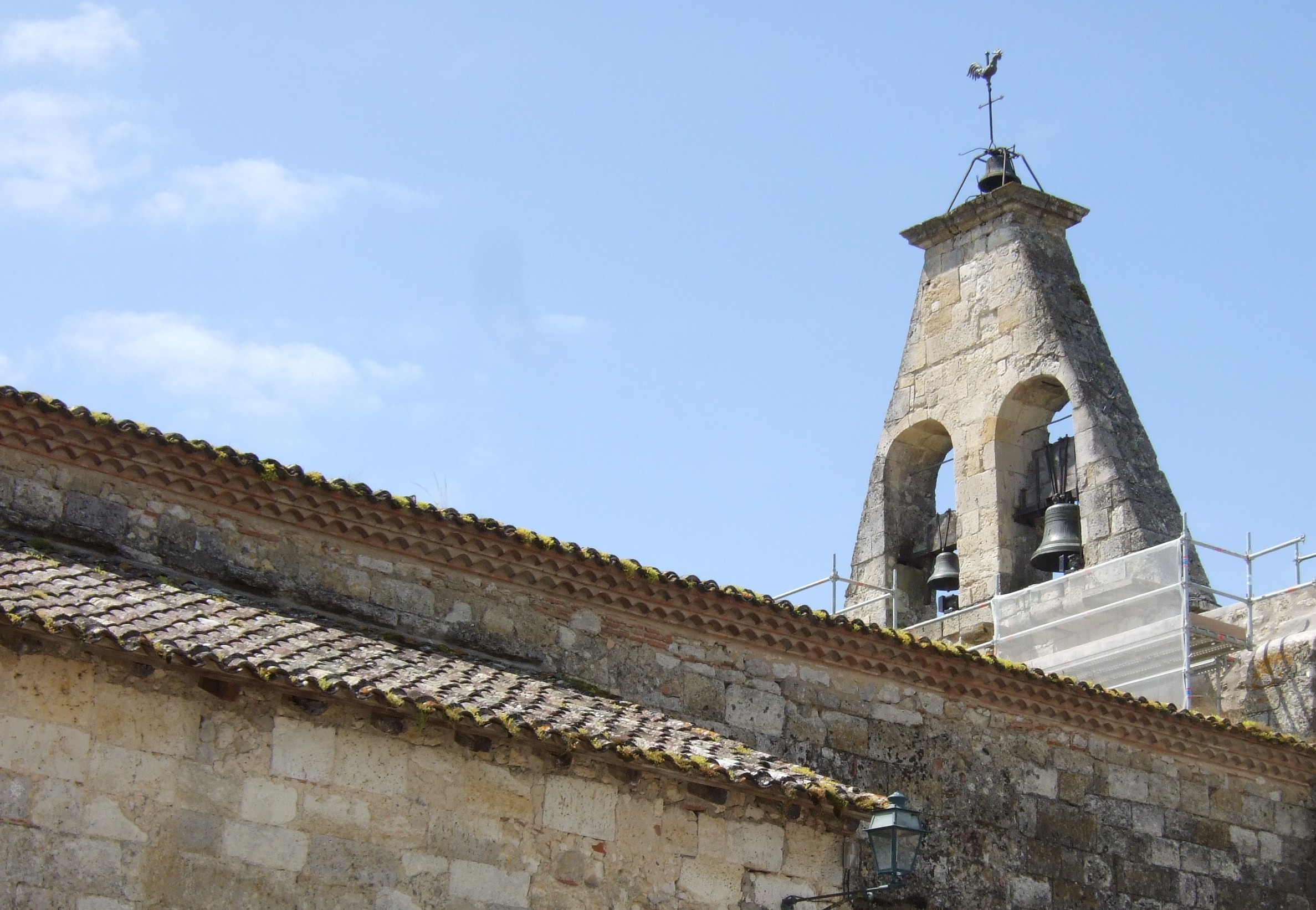
Le clocher-mur.
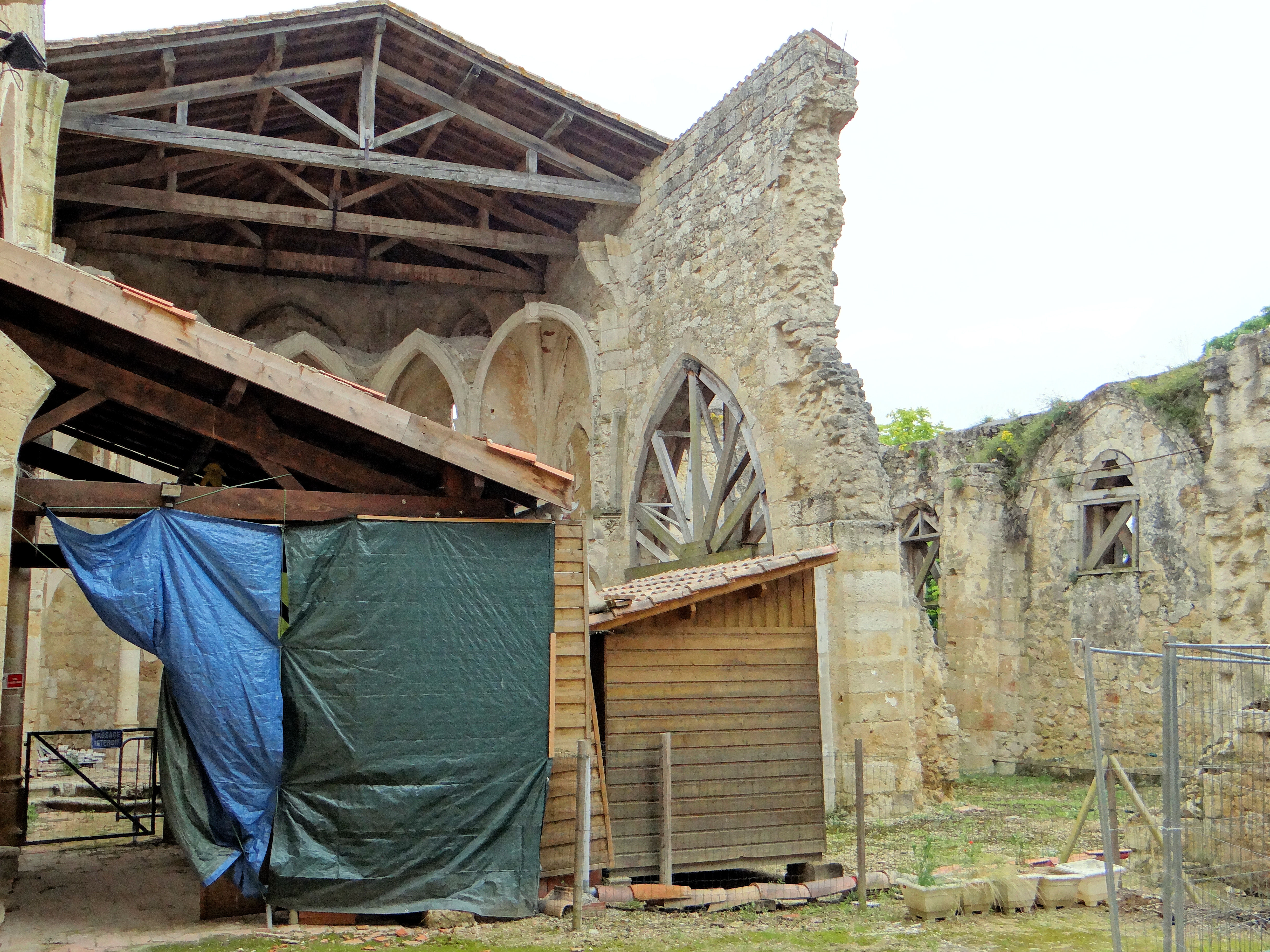
L'église en cours de restauration en 2013.
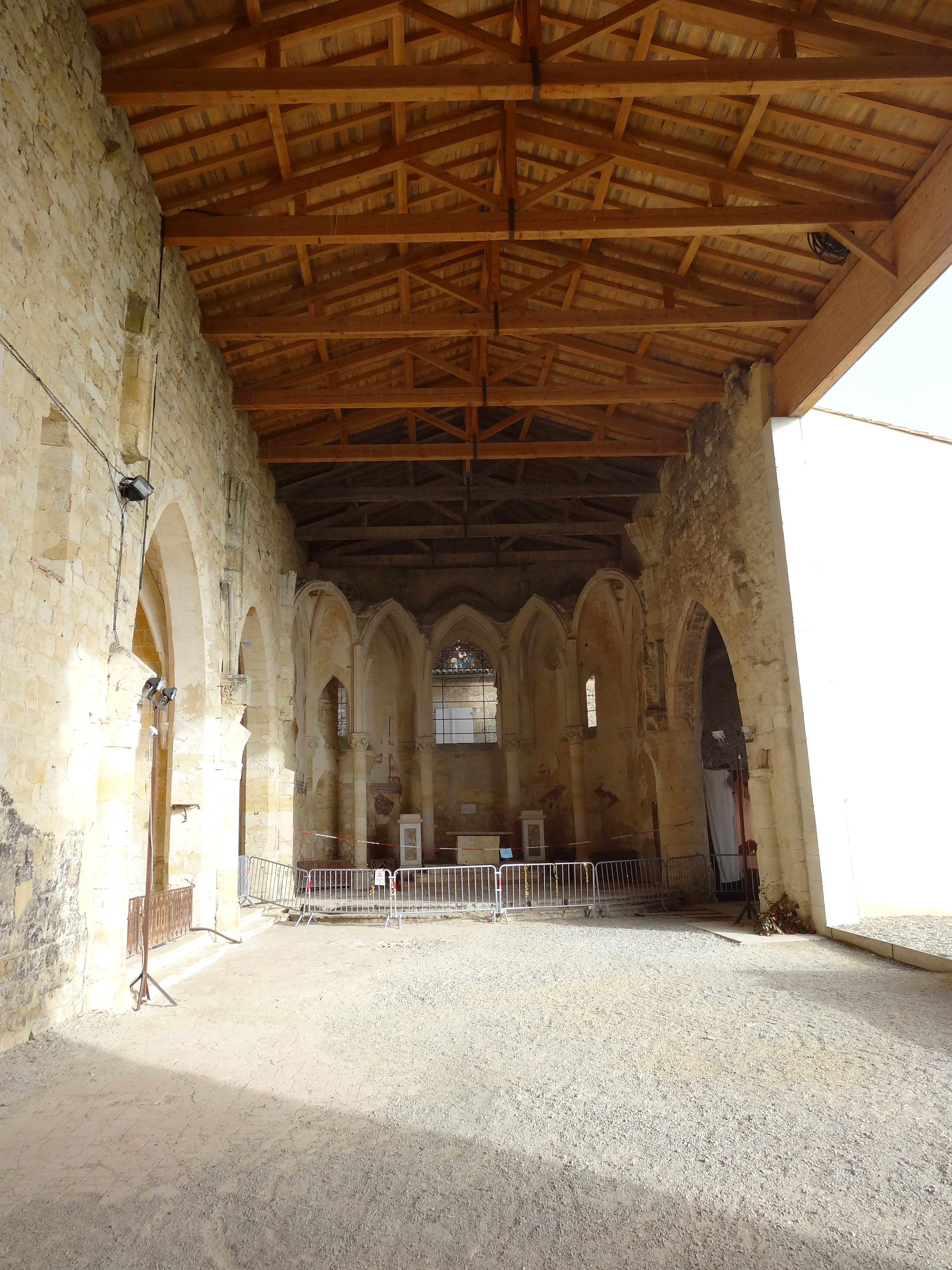
La nef et le chœur fin 2021, protégés par la nouvelle toiture.
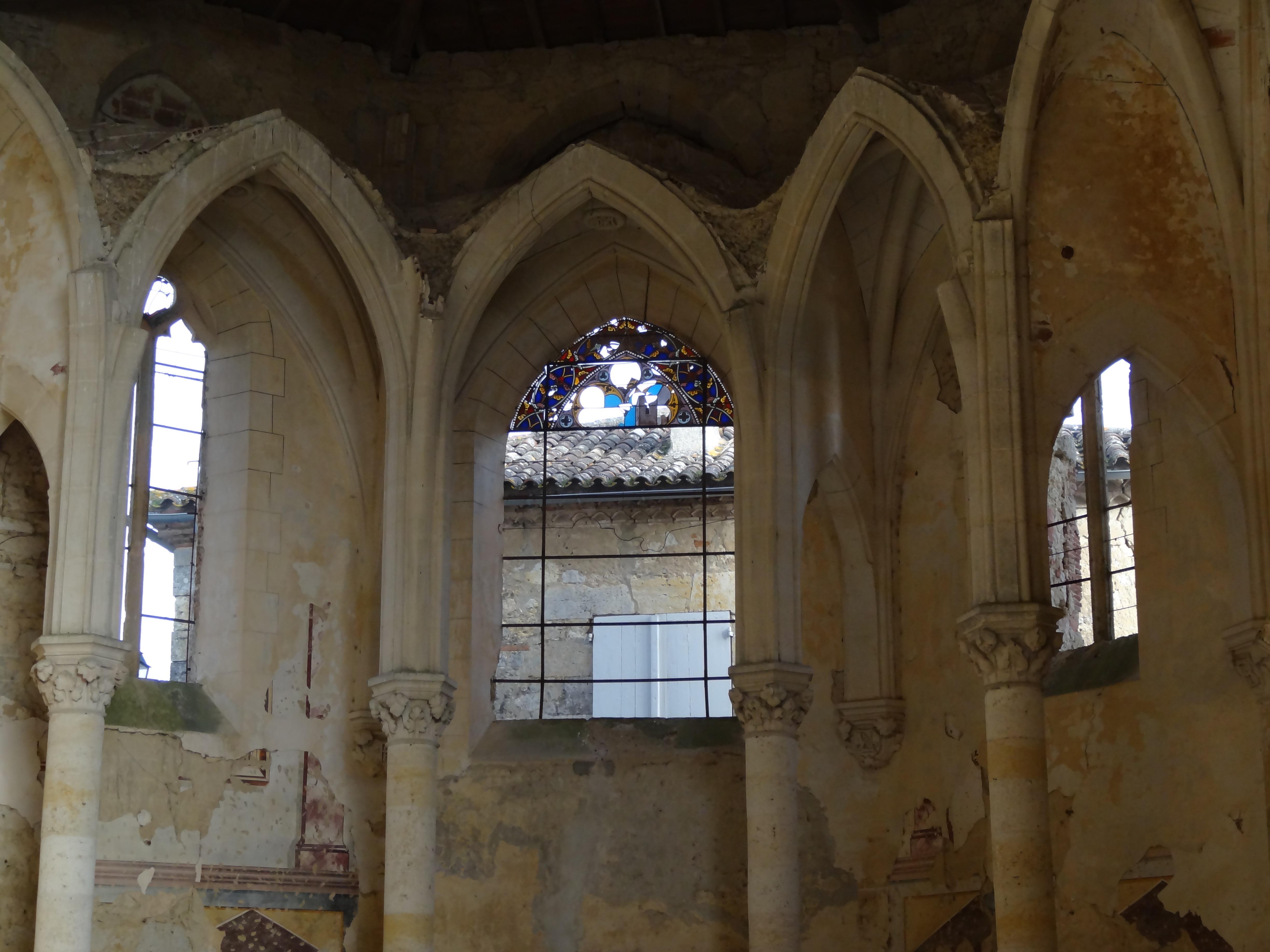
Le chœur dégradé.
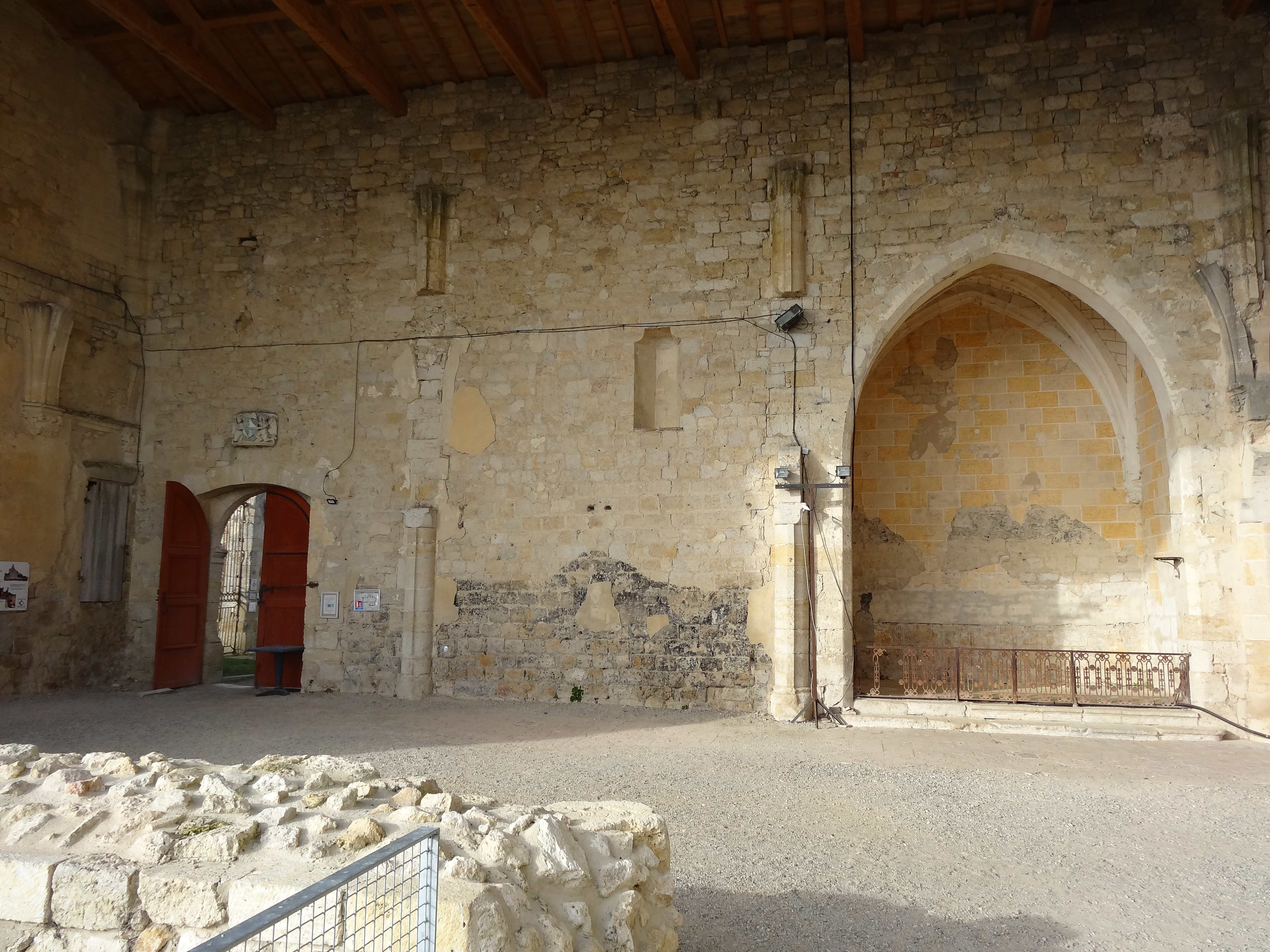
La nef, l’entrée et une chapelle latérale.
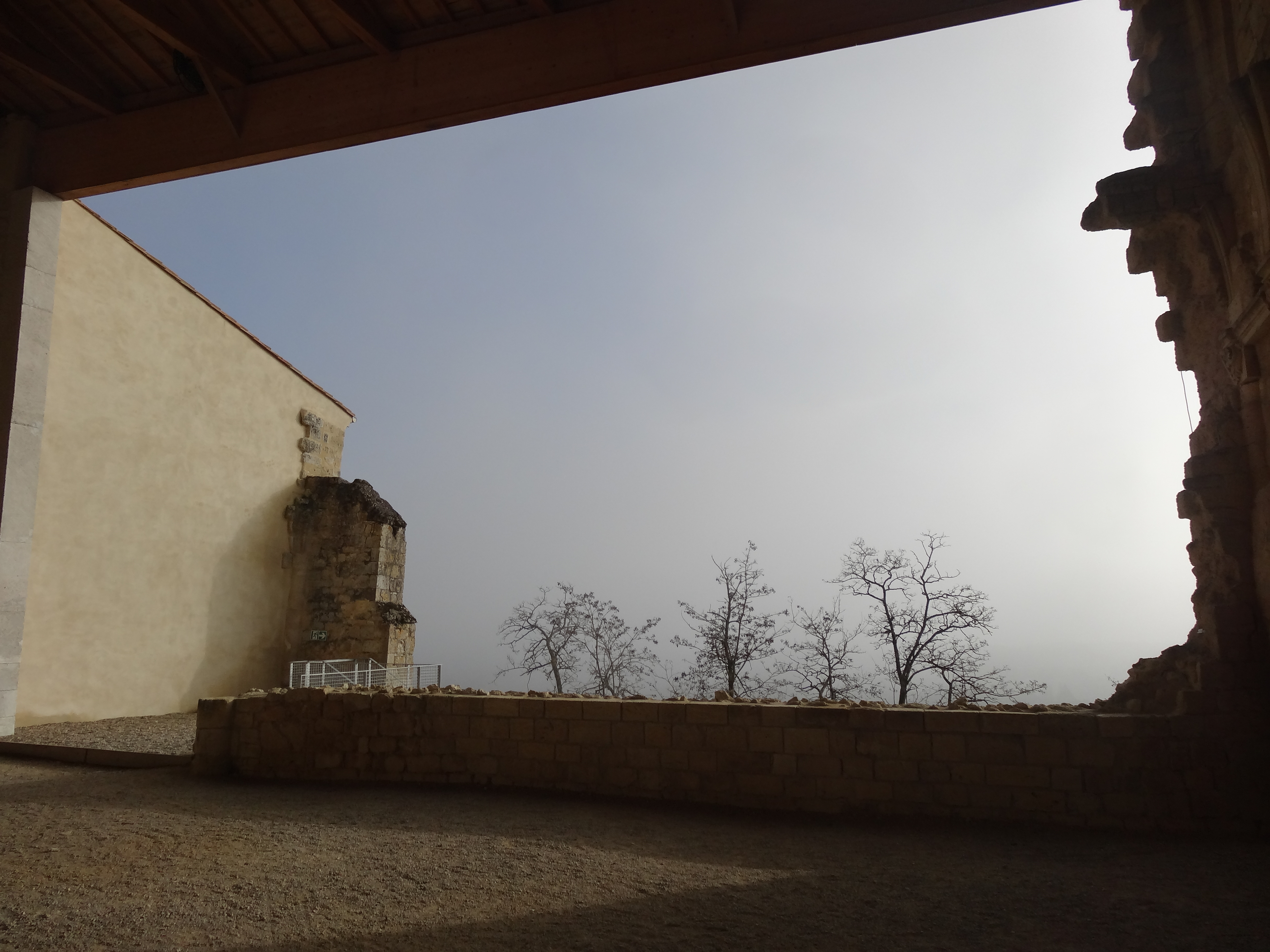
Le mur sud non reconstruit.

- La petite porte wisigothe est un vestige d'un lointain passé qui remonte au Ve siècle, où l'on peut voir divers motifs géométriques de la sculpture gothique, carrés, losanges, cercles, volutes, besants[46],[47].
- Le lavoir, situé en contrebas du village côté est.

Le lavoir
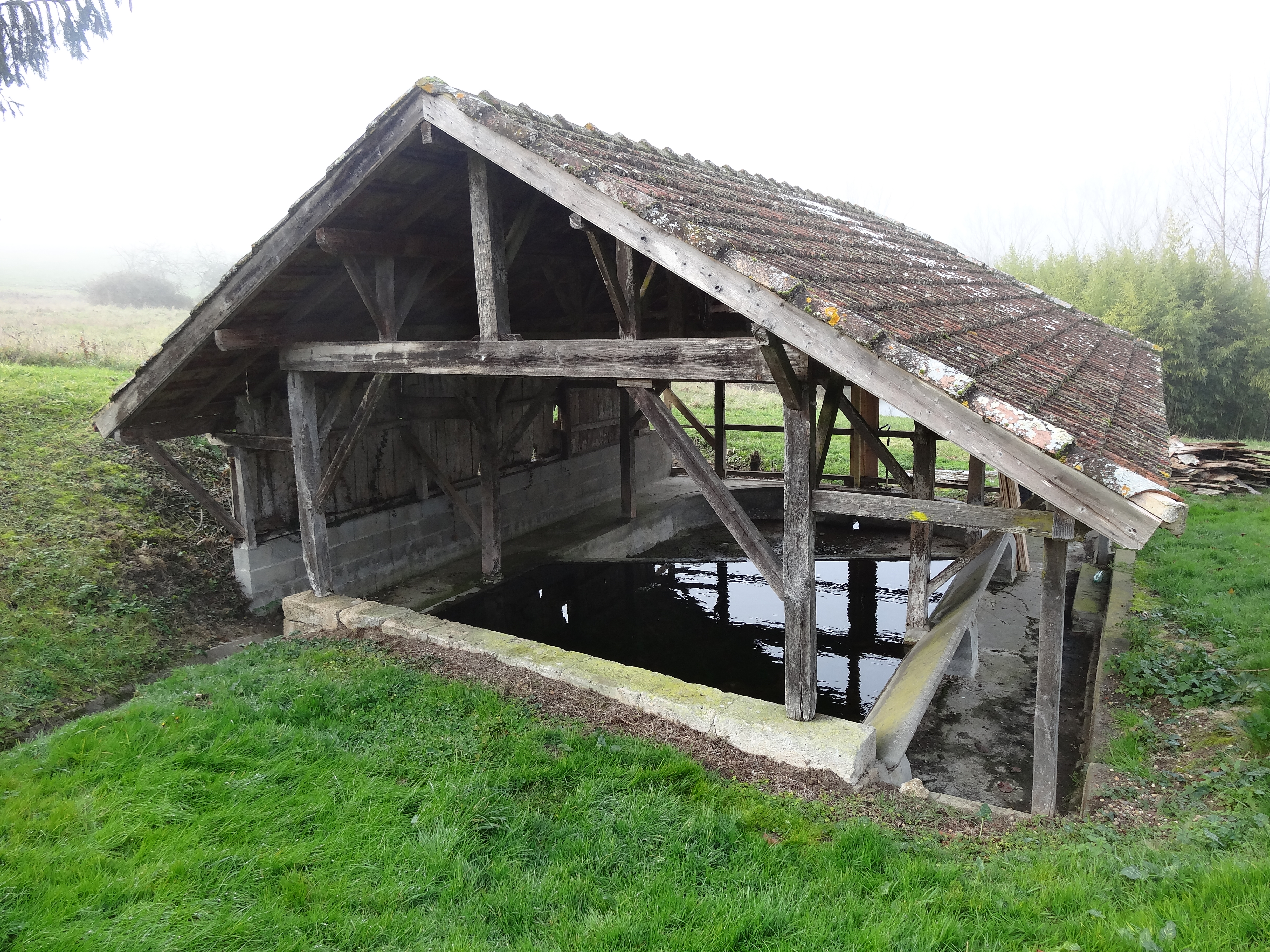
Vue d'ensemble.
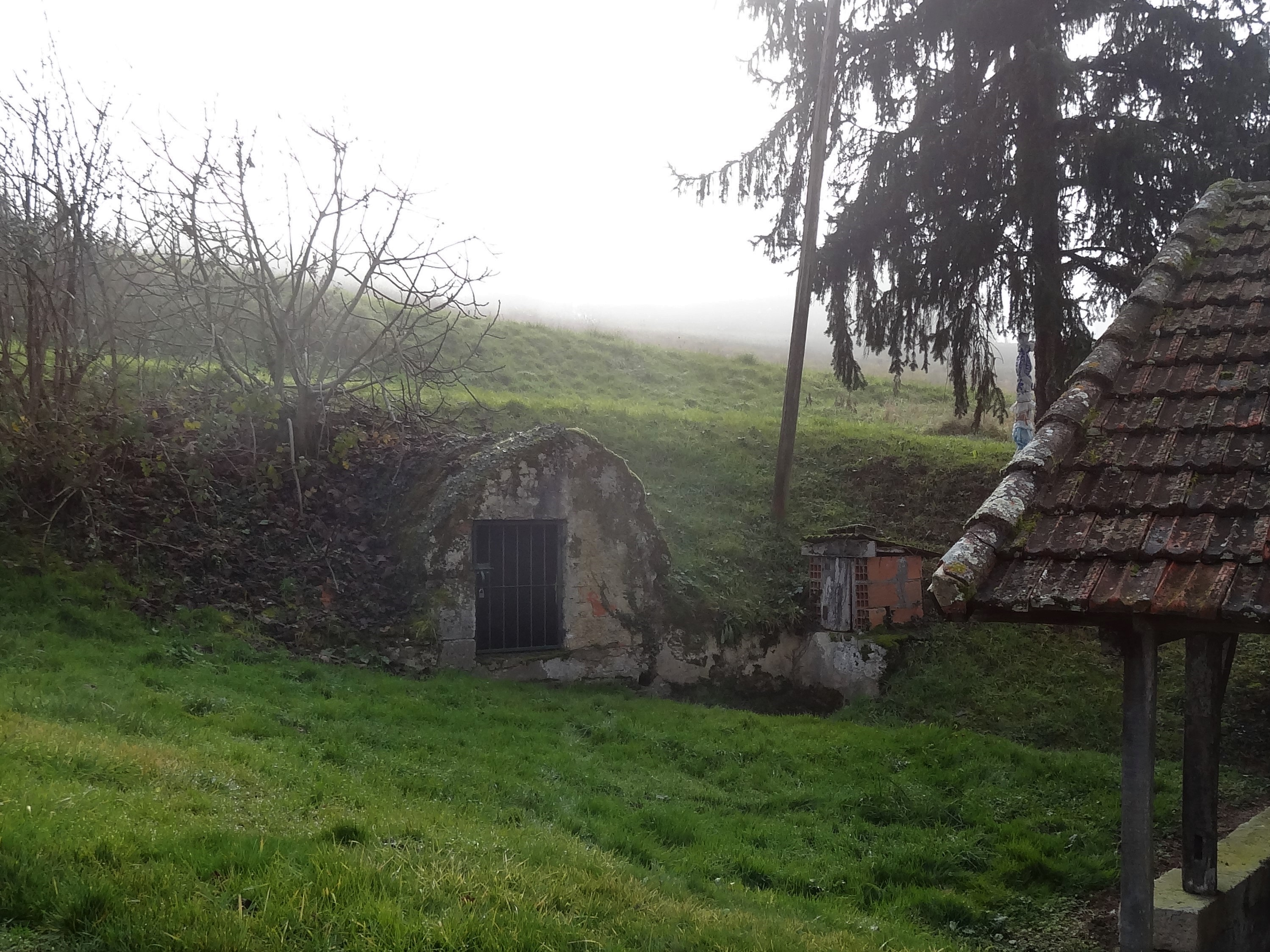
La fontaine associée.

- L'écomusée était situé au lieu-dit la Hitte, à l'ouest du village. C'est une ferme typique de la Lomagne. L'écomusée présentait une collection d'outils agricoles. Des animations y étaient organisées. Il n'existe plus depuis l'an 2000, les collections ont été dispersées, la commune de Flamarens l'a acheté et l'aménage progressivement pour en faire un lieu destiné aux associations. Le comité des fêtes  y organise chaque mois de juin le repas de la fête du village.

Autres lieux et monuments
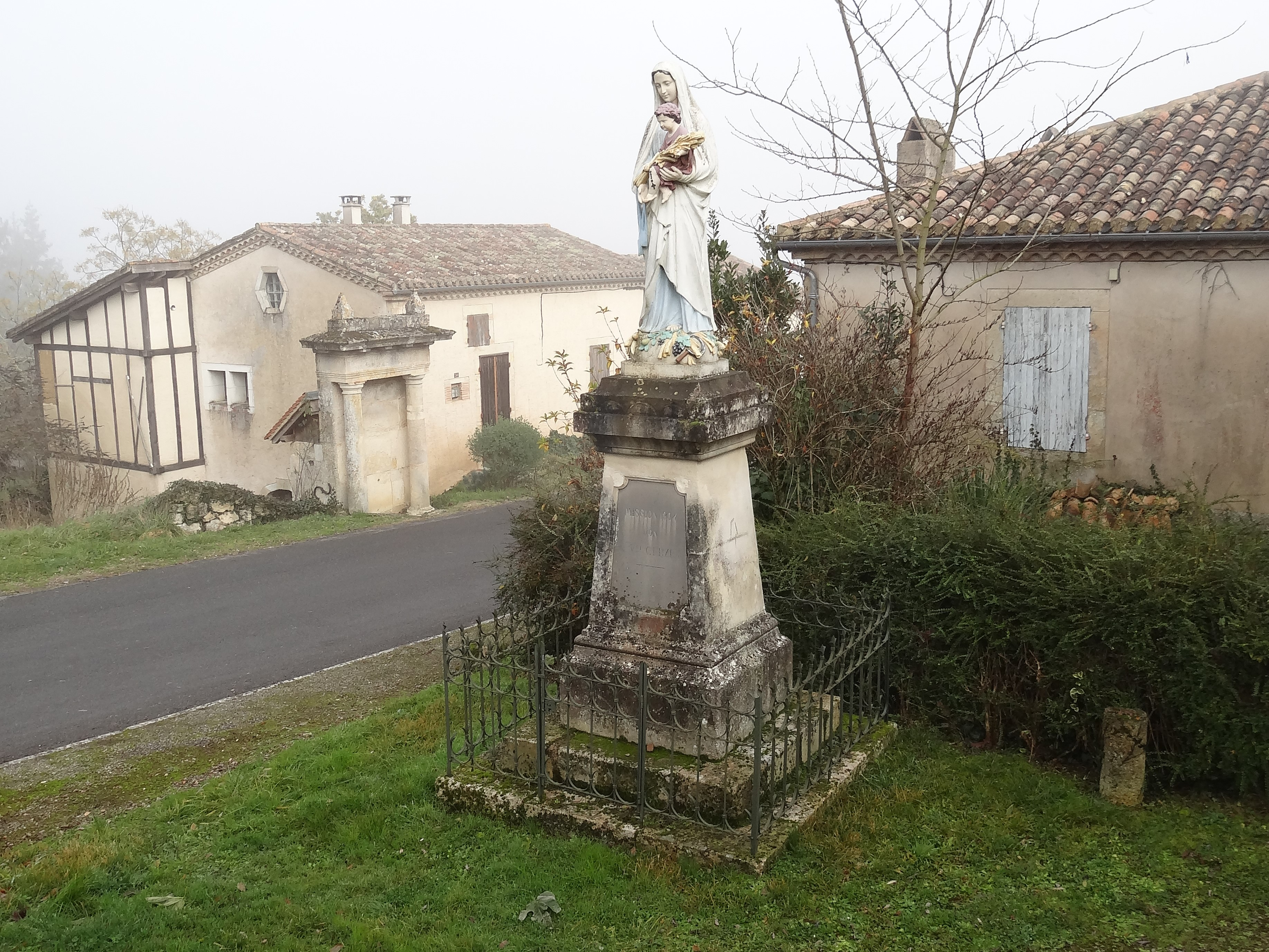
Aperçu de la porte wisigothe en arrière-plan de la statue.
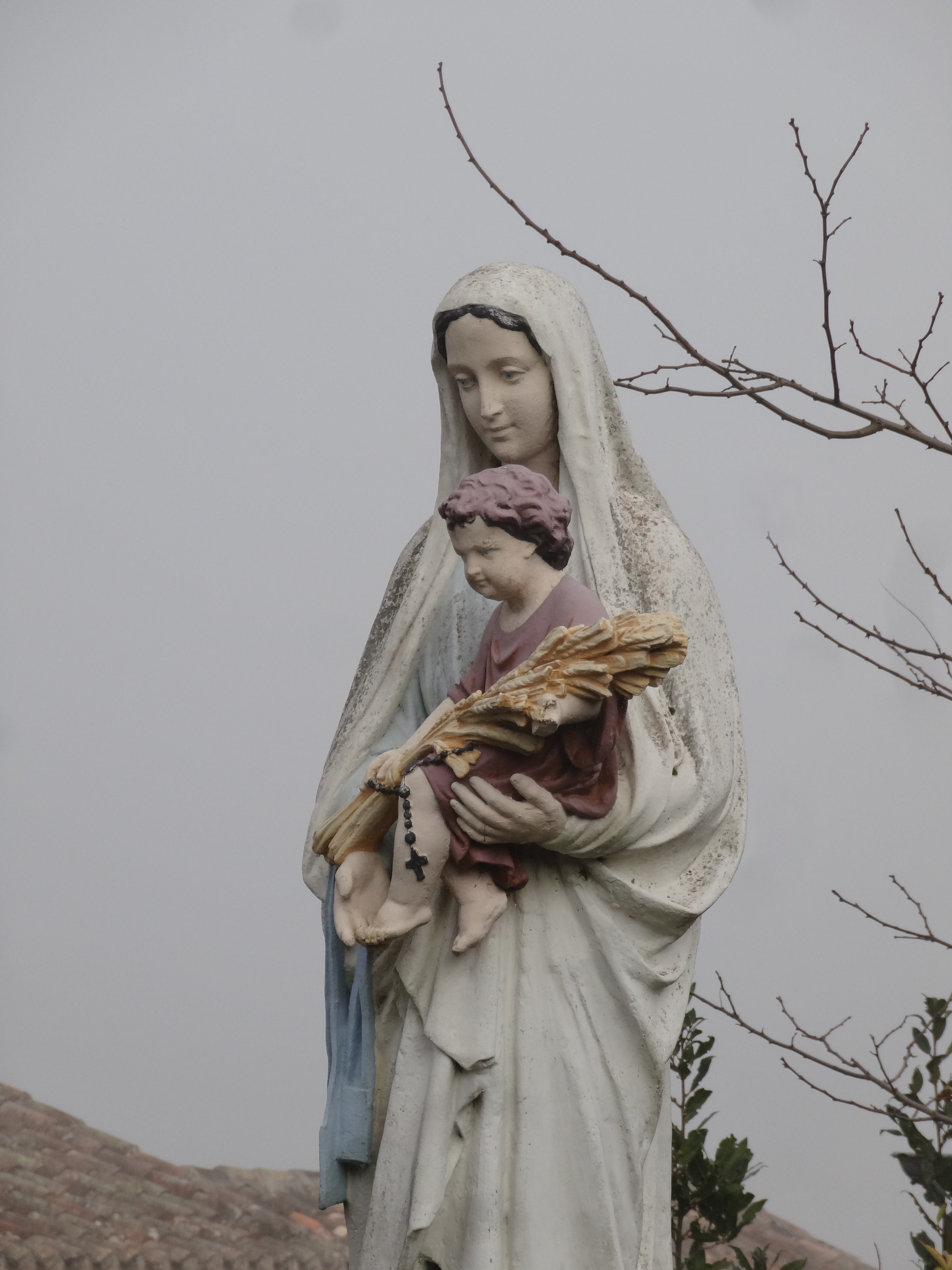
Vue rapprochée de la statue de la Vierge à l’Enfant.
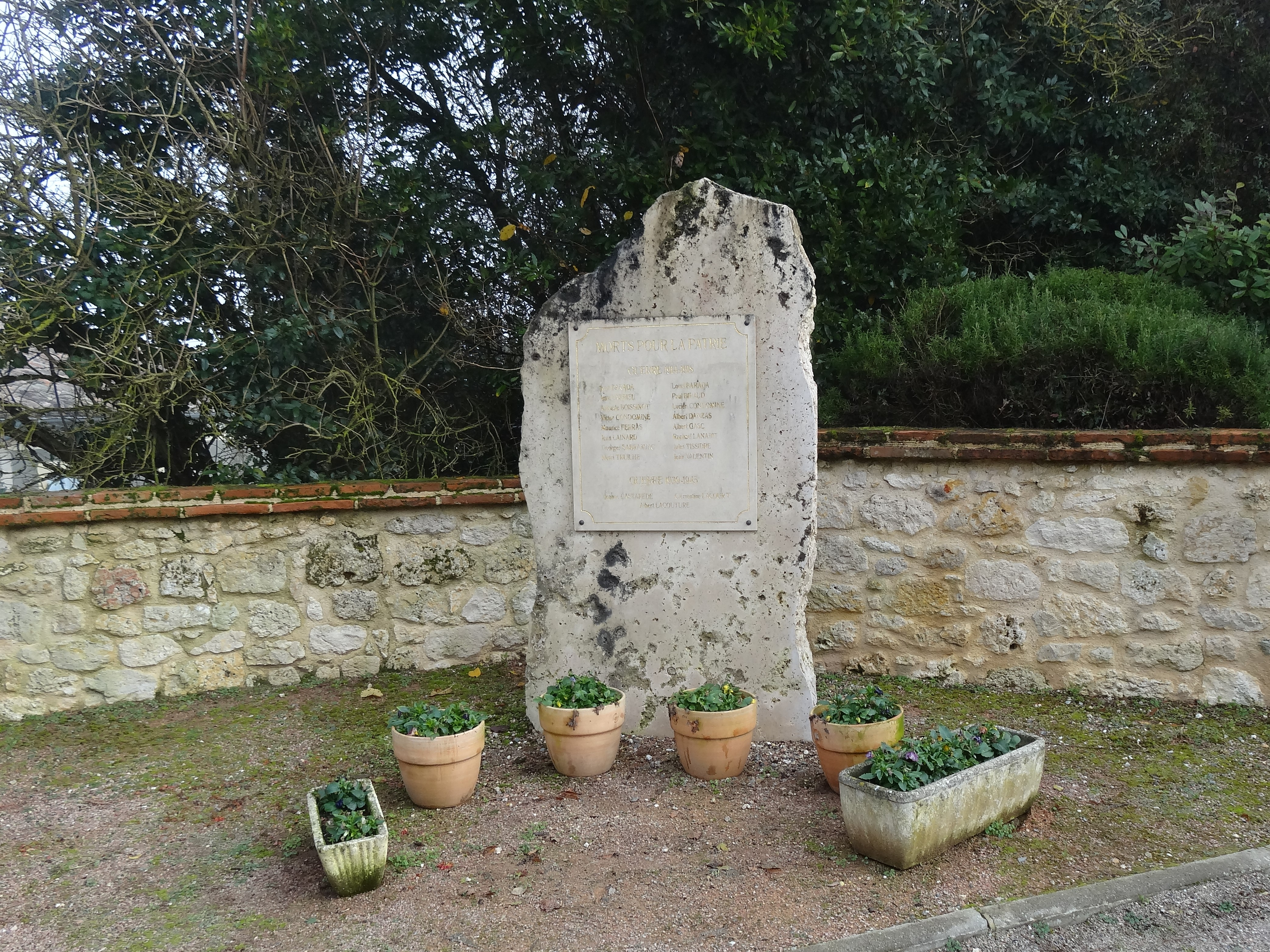
Le monument aux morts.
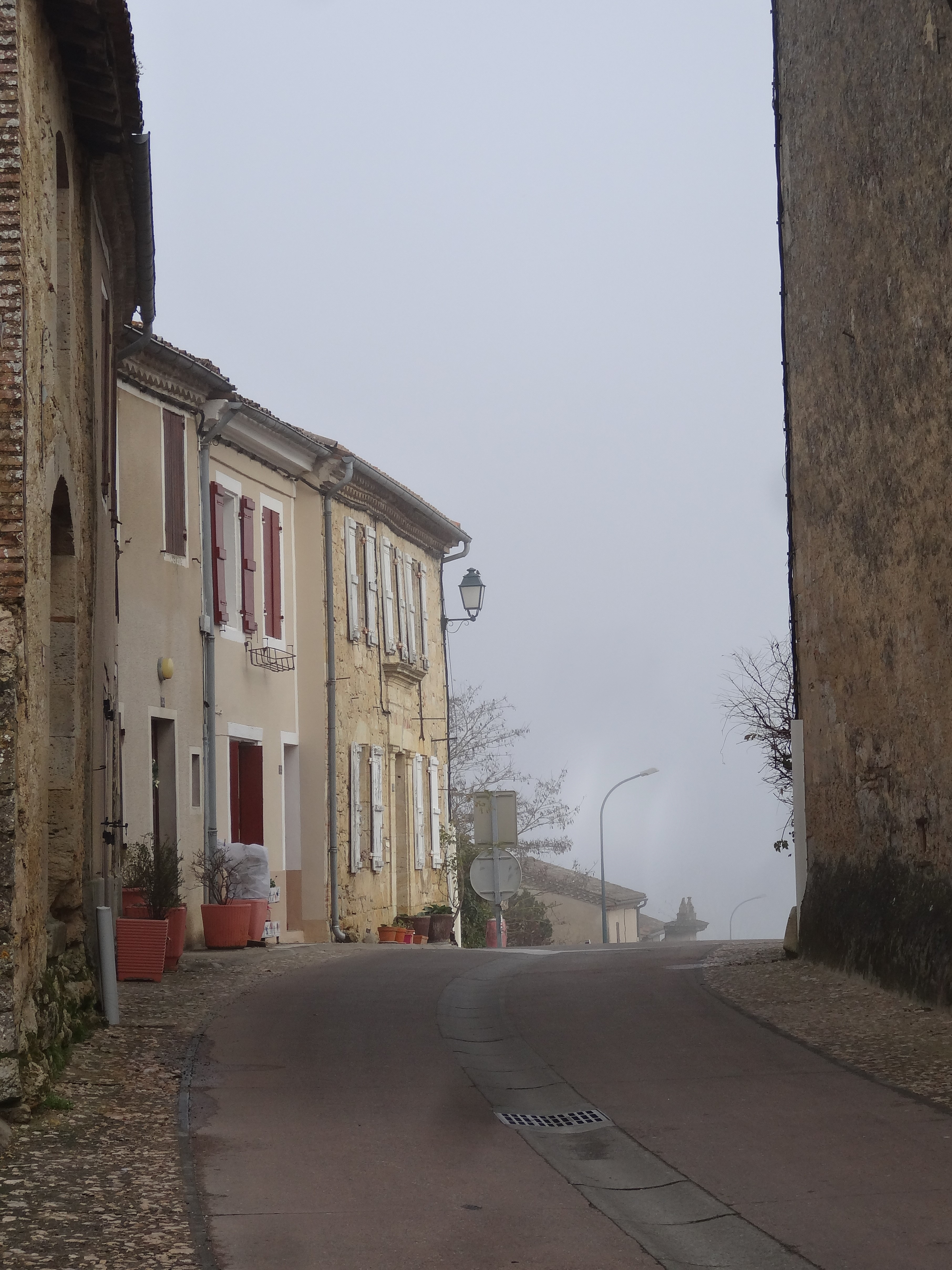
Maisons du village.

### Personnalités liées à la commune
- Jean Tartanac (1759-1827) : homme politique né à Flamarens ;
- Mme de Grossoles-Flamarens : mère du pyrénéiste Henry Russell ;
- Pierre Benoit (1886-1962) : écrivain, auteur du roman Flamarens ;
- Charles de Mazade (1893-1893) : avocat, poète et Journaliste inhumé à Flamarens.